# Flughafen Daressalam

i7
i11
i13
Der Flughafen Daressalam (IATA-Code: DAR, ICAO-Code: HTDA) ist der wichtigste Flughafen von Tansania. Seit 2005 ist er nach Julius Nyerere – dem zwischen 1962 und 1985 amtierenden ersten Präsidenten der unabhängigen Republik Tansania – als Julius Nyerere International Airport benannt. Er liegt etwa zwölf Kilometer südwestlich des Zentrums von Daressalam und ist mit einer Ende der 1980er Jahre gebauten vierspurigen Schnellstraße gut an die Innenstadt angebunden.
Neben der Hauptlandebahn, die 3000 m lang ist, existiert eine kürzere mit 1000 m Länge.

## Geschichte

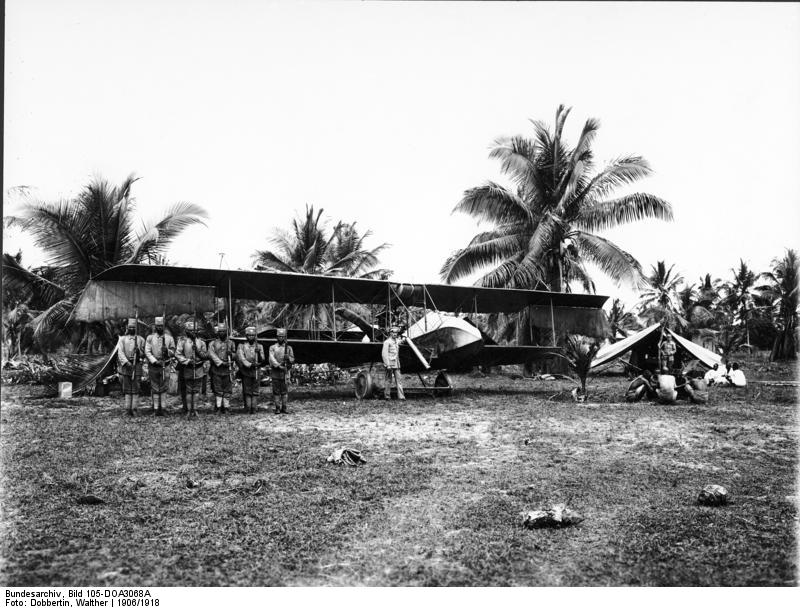
Das erste Flugfeld bei Daressalam, 1914

Von der deutschen Kolonialverwaltung wurde im Jahre 1914 die Anlage eines provisorischen Flugfeldes in Kurasini im Temeke Distrikt veranlasst. Ursache war der Beginn des Ersten Weltkrieges und das einzige in Deutsch-Ostafrika befindliche Flugzeug, das zur Aufklärung eingesetzt wurde. Später gab es im Ukonga-Gebiet den Dar es Salaam Airport, Terminal I. Der stetig wachsende Bedarf machte den Bau eines zweiten Terminals notwendig, was 1979 geschah. Es wurde im Oktober 1984 von Präsident Julius Nyerere eingeweiht. 21 Jahre später, im Oktober 2005 wurde Dar es Salaam International Airport (DIA) in Mwalimu Julius Kambarage Nyerere International Airport umbenannt.

## Ausbau des Flughafens
Im April 2013 unterzeichnete die Tanzania Airports Authority (TAA) einen Vertrag über 275 Milliarden Schilling (umgerechnet etwa 130 Millionen Euro) mit der niederländischen BAM International für den Bau eines neuen Terminals, was die Kapazität für 9,5 Millionen Passagiere pro Jahr bieten sollte. Im neuen, 75.000 m² großen, Terminal wird ausschließlich der internationale Verkehr abgewickelt.
Das Terminal 3 wurde nach einer Bauzeit von fünf Jahren im August 2019 eröffnet. Hier können jährlich sechs Millionen Passagiere abgefertigt werden. Das Gebäude wurde von ägyptischen Beratern entworfen und der niederländischen Firma BAM International gebaut. Im Terminal befinden sich im Erdgeschoss technische Räume, Ankünfte im ersten und Abflüge im zweiten Stock. Im Vorfeld wurden Parkmöglichkeiten für 2900 Autos geschaffen.

## Fluggesellschaften und Ziele
Vom Flughafen Daressalam werden rund drei Dutzend Ziele angeflogen. Viele dieser Ziele liegen in Afrika, vor allem in den Nachbarländern Tansanias, aber auch in Europa. Der Flughafen ist Heimatflughafen für die Fluggesellschaften Air Tanzania, Precision Air und Regional Air.
Flugziele sind (in Klammer die Anzahl der Flüge pro Woche):
- Sansibar (251)
- Mafia (56)
- Nairobi (50)
- Kilimanjaro (44)
- Arusha (27)
- Mwanza (24)
- Addis Abeba (21)
- Dodoma (17)
- Iringa (16)
- Tanga (14)

Airlines mit wöchentlichen Flügen sind (Stand 2024):
- Air Tanzania
- Airlink
- Egypt Air
- Emirates
- Ethiopian Airlines
- Fly Dubai
- Kenya Airways
- KLM
- Oman Air
- Precision Air
- Ruanda Air
- Qatar Airways
- Turkish Airlines

## Zwischenfälle
- Am 7. Februar 1991 ließ sich an einer Hawker Siddeley HS 748-314 2A der Luftstreitkräfte Tansanias (Luftfahrzeugkennzeichen JW9010) nach dem Start vom Flughafen Daressalam das Fahrwerk nicht einfahren. Die Piloten kehrten zurück; es wurden Reparaturen durchgeführt. Danach wurde ein Testflug durchgeführt. Dieses Mal ließ sich das Fahrwerk nicht wieder ausfahren, so dass eine Bauchlandung stattfand. Dabei wurde das Flugzeug irreparabel beschädigt. Beide Piloten, die einzigen Insassen, überlebten den Unfall. Damit wurde auch die dritte und letzte HS 748 des Betreibers zerstört.[7]